# Paris tionde arrondissement
Paris tionde arrondissement är ett av Paris 20 arrondissement. Arrondissementet har namnet Entrepôt, vilket betyder ”varulager”.
Arrondissementet inbegriper Canal Saint-Martin, Gare de l'Est, Gare du Nord, Passage Brady, Porte Saint-Denis och Porte Saint-Martin. 
I tionde arrondissementet finns kyrkorna Saint-Vincent-de-Paul, Saint-Laurent, Saint-Martin-des-Champs och Saint-Joseph-Artisan.

## Bilder
| - Saint-Vincent-de-Paul-Paris. - Saint-Laurent. - Saint-Martin-des-Champs. - Saint-Joseph-Artisan. |